# 五指山寒蟬
五指山寒蟬（学名：Meimuna goshizana）为蟬科寒蟬屬下的一个种。